# Schmollerstraße 56 und 58 (Heilbronn)

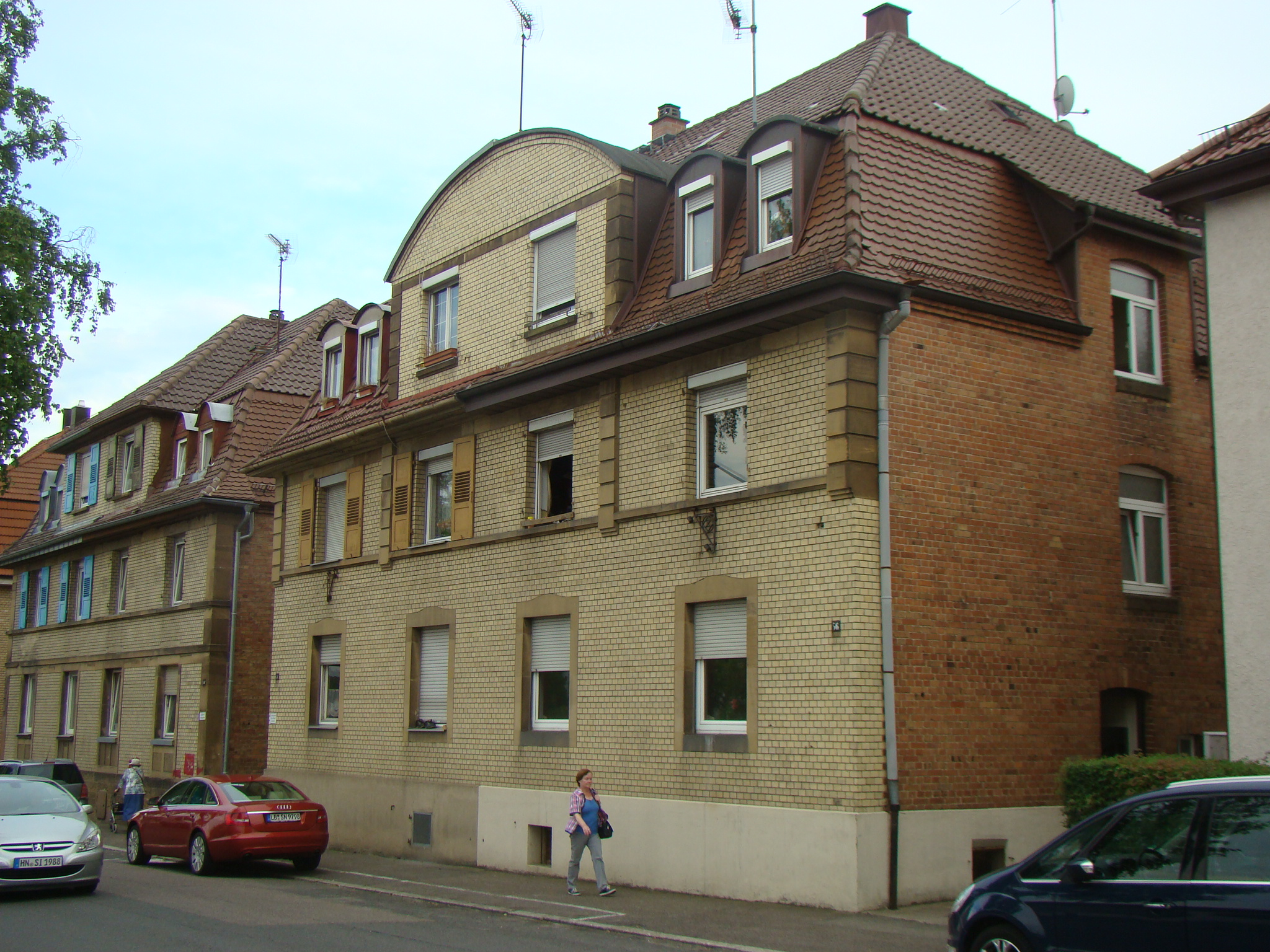
Schmollerstraße 56 und 58 in Heilbronn

Das Haus in der Schmollerstraße 56 und 58 in Heilbronn ist ein denkmalgeschütztes historisches Arbeiterwohnhaus beim ehemaligen Heilbronner Südbahnhof.

## Geschichte
Das Haus wurde wie die gesamte Häuserzeile der Nummern 56 bis 64 an der Schmollerstraße im Jahr 1913 durch den Bauunternehmer W. Schneider im Stil des Historismus in Sichtziegelbauweise errichtet. 1950 wurde das Gebäude zu Wohnzwecken genutzt. Nr. 56 gehörte der Witwe Frida Ewald, Nr. 58 dem Landwirt Wilhelm Leihenseder. 1961 war das Gebäude Nr. 58 in den Besitz des Kupferschmieds Alfred Henninger übergegangen. Unter den Mietern war in Nr. 56 mit dem Oberrangiermeister Emil Ziegler auch ein Bahnbediensteter.

## Beschreibung
Das für Arbeiterfamilien errichtete Mehrfamilienhaus wurde als zweigeschossiges Doppelhaus mit Zwei- bzw. Dreizimmerwohnungen ohne Bad geplant. Ein mittiges Zwerchhaus mit vorgeblendetem Schweifgiebel verbindet beide Gebäudehälften optisch miteinander. Bei der linken Gebäudehälfte sind die Fensterläden im ersten Obergeschoss original erhalten, bei der anderen Gebäudehälfte wurden sie entfernt. Die Gewände der Fenster und eine Quaderung an der Ecke des Hauses im ersten Obergeschoss wurden in Sandstein ausgeführt. Besonders aufwändig ist der Schweifgiebel mit geschwungenem Giebelgesims.